# Armida al campo d'Egitto
Armida al campo d'Egitto (RV 699) é uma ópera em três atos do compositor veneziano Antonio Vivaldi (1678-1741) com libreto de Giovanni Palazzi. A obra estreou no carnaval de 1718 no Teatro San Moisè em Veneza. No mesmo local, ela foi reencenada em abril do mesmo ano e novamente em fevereiro de 1719 com Anna Girò (Anna Giraud) no papel título. Essa contralto de origem francesa manteve um relacionamento próximo com Vivaldi. Ela e a irmã, Paolina, moraram durante muitos anos na mesma casa que o compositor. Apesar das suspeitas, ele sempre afirmou que ambas não passavam de suas amigas e o ajudavam nos afazeres domésticos. Em 1720 deu-se outra montagem em Vicenza com o título Gli inganni per vendetta (RV 720/699c). Por fim, a obra foi reencenada no Teatro Sant'Angelo em 1738 com diversas modificações na partitura e a inclusão de árias de Leonardo Leo (1694-1744). O libreto foi dedicado a Augusto Brandofer. A abertura de Armida foi reutilizada por Vivaldi para a ópera Ercole sul Termodonte (RV 710), apresentada em Roma em 1723.
A Armida de Antonio Vivaldi faz parte de uma série de mais de cinquenta óperas cujo argumento deriva da história de Rinaldo e Armida, personagens do poema épico de Torquato Tasso (1544-1595), Gerusalemme Liberata, de 1580. Dentre os autores que musicaram os versos de Tasso utilizando diferentes libretistas destacam-se Jean-Baptiste Lully, Georg Friedrich Händel, Christoph Willibald Glück e Joseph Haydn.
A trama se desenrola em Gaza e coloca em cena a doce Erminia e a feiticeira Armida, a qual fascinou diversos compositores e libretistas pelo seu poder de sedução sobre todos os homens, exceto sobre aquele que ela realmente ama. Mas, como regra, as óperas similares centram foco no amor de Armida pelo cruzado Rinaldo (ou Renaud). O libreto de Pallazzi, utilizado na obra de Vivaldi, ao contrário, narra a história da heroína vingativa, Armida, em busca de apoio junto ao rei do Egito, cujas tropas,  estacionadas em Gaza, preparam-se para atacar a retaguarda do exército cristão que está cercando Jerusalém. Esse enredo foi inspirado no Canto XVII do poema de Tasso.
A obra sobreviveu incompleta e o segundo ato, perdido, foi reconstruído por Rinaldo Alessandrini e Delame Frederick para uma montagem moderna, realizada em Viena em 2009. Essa também é a fonte da gravação feita pela Naïve no âmbito da coleção Vivaldi Edition.

## Personagens e vozes originais
| Papel                       | Tipo vocal         | Elenco original     |
| --------------------------- | ------------------ | ------------------- |
| Armida, uma princesa real   | Contralto          | Antonia Merighi     |
| Califfo, Rei do Egito       | Baixo              | Annibale Imperatori |
| Tisaferno                   | Contralto castrato | Francesco Braganti  |
| Adrasto                     | Contralto          | Costanza Maccari    |
| Emireno, um general         | Contralto castrato | Francesco Natali    |
| Erminia, uma princesa real  | Soprano            | Chiara Orlandi      |
| Osmira, sobrinha de Califfo | Soprano            | Rosa Venturini      |